# Бадеми с ону страну смрти
„Бадеми с ону страну смрти“ је југословенски филм из 1965. године. Режирао га је Марио Фанели, а сценарио је писао Момо Капор.

## Улоге
| Глумац          | Улога |
| --------------- | ----- |
| Реља Башић      |       |
| Хелена Буљан    |       |
| Рикард Симонели |       |